# 고이카와역 (아키타현)
고이카와역(일본어: 鯉川駅)은 일본 아키타현 야마모토군 미타네정에 위치한 동일본 여객철도 오우 본선의 철도역이다. 상대식 승강장 2면 2선의 구조를 갖춘 지상역이다.

## 타는 곳
| (서측) | ■ 오우 본선 | (하행) | 히가시노시로 · 오다테 방면 |
| (동측) | ■ 오우 본선 | (상행) | 오이와케 · 아키타 방면     |

## 역 주변
- 국도 제7호선

## 역사
- 1944년 9월 30일 : 일본국유철도의 고이카와 신호장으로서 야마모토군 가도 정에 개설.
- 1950년 2월 1일 : 역으로 승격, 고이카와역 개업.
- 1971년 10월 1일 : 무인화.
- 1987년 4월 1일 : 일본국유철도 분할 민영화에 의해, 동일본 여객철도가 승계.
- 2004년 11월 28일 : 하행선 보통 열차가 아오모리 방면의 포인트로 탈선한 사고가 발생.
- 2007년 7월 : 신 역사 사용 개시.
- 2010년 4월 1일 : 하치로가타역으로부터 쓰치자키 역으로 관리역이 변경되었다.

## 인접 역
| 동일본 여객철도 오우 본선 | 동일본 여객철도 오우 본선 | 동일본 여객철도 오우 본선 |
| ------------------------- | ------------------------- | ------------------------- |
| 하치로가타 요코테 방면    | ■ 보통                    | 가도 아오모리 방면        |